# Massacro della Cittadella
Con massacro della Cittadella si intende un'imboscata realizzata a Il Cairo il 1º marzo 1811 nei confronti dei capi mamelucchi invitati dal sultano Mehmet Ali allo scopo di trucidarli.

## Storia
Memet Ali aveva deciso di eliminare i capi mamelucchi, per poter regnare incontrastato, contro i tentativi di indipendenza di questi rispetto all'Impero ottomano. Il 1º marzo 1811 invitò i capi mamelucchi ad una celebrazione tenuta alla Cittadella del Cairo in onore di suo figlio Tusun, che era stato incaricato di guidare una spedizione militare in Arabia. Quando i mamelucchi giunsero ai piedi della Cittadella, vennero presi in trappola in una stretta strada tra le mura e quasi tutti uccisi. Dopo l'uccisione dei capi mamelucchi, Memet Ali sguinzagliò il suo esercito per tutto l'Egitto per sbaragliare il resto delle forze mamelucche.